# James Reilly (pływak)
James Herbert Reilly (ur. 11 marca 1890 w Nowym Jorku, zm. 3 marca 1962 w Auburn) – amerykański pływak, uczestnik Letnich Igrzysk 1912 w Sztokholmie.
Startował na igrzyskach olimpijskich w konkurencjach pływackich: 100 i 400 metrów stylem dowolnym, lecz na obu dystansach odpadł w pierwszej rundzie.